# Lijst van diskjockeys op KINK
Dit is een lijst met de huidige en voormalige diskjockeys van het Nederlandse commerciële radiostation KINK.
Legenda
-  = Actieve diskjockeys zijn voorzien van een gekleurd blokje.
- Jaartallen betreffen alleen dj-werk (geen werk als sidekick of productie).

## B
|  | Naam              | Periode(s) | Opmerkingen |
|  | ----------------- | ---------- | ----------- |
|  | Isabelle Brinkman | 2024–      | [ 1 ]       |

## C
|  | Naam        | Periode(s) | Opmerkingen |
|  | ----------- | ---------- | ----------- |
|  | Eric Corton | 2021–      | [ 2 ]       |

## D
|  | Naam          | Periode(s) | Opmerkingen |
|  | ------------- | ---------- | ----------- |
|  | Bas van Dalen |            |             |

## F
|  | Naam           | Periode(s) | Opmerkingen |
|  | -------------- | ---------- | ----------- |
|  | Roger Fletcher |            |             |

## G
|  | Naam             | Periode(s) | Opmerkingen |
|  | ---------------- | ---------- | ----------- |
|  | Elwin van Gestel |            |             |
|  | Julia Gieskes    |            |             |

## H
|  | Naam              | Periode(s) | Opmerkingen |
|  | ----------------- | ---------- | ----------- |
|  | Marco van Hierden |            |             |
|  | Carlijn Hubregtse |            |             |
|  | Mick Hummel       |            |             |

## J
|  | Naam             | Periode(s) | Opmerkingen |
|  | ---------------- | ---------- | ----------- |
|  | Michiel Jurrjens | 2021–      | [ 3 ]       |

## K
|  | Naam                | Periode(s) | Opmerkingen |
|  | ------------------- | ---------- | ----------- |
|  | Lisa Konings        |            |             |
|  | Stefan Koopmanschap |            |             |
|  | Stefan Koren        |            |             |

## L
|  | Naam             | Periode(s) | Opmerkingen |
|  | ---------------- | ---------- | ----------- |
|  | Jasper Leegwater |            |             |
|  | Jasper Leijdens  | 2019–2024  |             |

## M
|  | Naam      | Periode(s) | Opmerkingen |
|  | --------- | ---------- | ----------- |
|  | Tessa Mol | 2019–2023  | [ 4 ]       |

## O
|  | Naam             | Periode(s) | Opmerkingen |
|  | ---------------- | ---------- | ----------- |
|  | Tim op het Broek | 2019–2024  | [ 5 ]       |

## S
|  | Naam         | Periode(s) | Opmerkingen |
|  | ------------ | ---------- | ----------- |
|  | Joy Stempher |            |             |

## T
|  | Naam           | Periode(s) | Opmerkingen |
|  | -------------- | ---------- | ----------- |
|  | Tamar Tieleman |            |             |

## V
|  | Naam               | Periode(s) | Opmerkingen               |
|  | ------------------ | ---------- | ------------------------- |
|  | Femke van der Veen | 2019–2020  | [ 6 ]                     |
|  | Michiel Veenstra   | 2019–      | Tevens programmadirecteur |
|  | Leon Verdonschot   | 2019–2022  |                           |
|  | Metha de Vos       | 2020–2022  | [ 9 ]                     |
|  | Jim Vorwald        |            |                           |

## W
|  | Naam           | Periode(s) | Opmerkingen |
|  | -------------- | ---------- | ----------- |
|  | Lars Wijnhoven |            |             |